# Мерћеп-комитски
Мерћеп — комитски је извиђачки авион који је Мерћеп направио по поруџбини комита из Србије. Био је једномоторни једносед, са једним крилом, које је са доње стране било ојачано дрвеном решетком. Уздужно управљање авионом се изводило витоперењем крајева крила спојених сајлом за управљачки систем..

## Пројектовање и развој
Радионица за израду авиона Михајла Мерћепа из Загреба је добила прву наруџбину за израду авиона крајем 1911. године. Наручиоци су били београдски студент Драгиша Стојадиновић, банкарски чиновник Миливоје Јовановић и познати комита Јован Тодоровић.
Поменути наручиоци, иначе комите, су још почетком 1911. године дошли на идеју да набаве један авион који би био подршка комитским акцијама против Турака у Старој Србији. Зато су прво купили од Рудолфа Симона.хаварисани мотор Анзани од 45 KS (35 kW) и послали га у Беч на поправку, а затим за 6.000 динара од Мерћепа наручили авион система Блерио. Концепција авиона је била слична као и код авиона Блерио, једнокрилни авион са једним мотором и вучном елисом а управљање деформацијом крила.

## Технички опис
Труп је правоугаоног попречног пресека, учвршћен затегама. Изнад предњег дела, испред кабине се налазио резервоар горива и мазива, који је напајао мотор гравитационим системом. Кабина је скромно опремљена, са воланом за управљање и командом за рад мотора смештеном на десној горњој уздужници трупа. Изнад кабине се налази пирамидална конструкција за коју су везане утеге. Оплата је платнена са вешто аеродинамички  решеним прелазом на репне површине.
Крило је дворамењачно, са платненом оплатом. Са доње стране је ојачано дрвеном решетком. Уздужно управљање авионом се изводило витоперењем крајева крила спојених сајлом за управљачки систем са воланом. Репна конструкцију класично изведена са дводелним троугластим кормилом правца, једним изнад и једним испод вертикалне репне површине.
Главне ноге стајног трапа су дрвене конструкције, са две скије, за које је везана осовина точкова, и на којима су се налазили гумени амортизери. Задњи нога је с дрљачом, такође с гуменим амортизером.

## Оперативнa употреба
Авион, Мерћеп - Комитски, је испоручен почетком маја 1912. године када су га Мерћеп, његов пилот и два помоћника склопили на Бањици, где је био заказан и јавни лет. Како је било велико интересовање за први српски авион, на летелишту се сакупило много Београђана.
Тада је дошло до неспоразума, јер је Мерћепов пилот Драгутин Новак из неког разлога одбио да полети. Да не би разочарао публику Стојадиновић, који до тада никада није летео авионом, ушао је у авион, наредио да се стартује мотор и почео неконтролисано да рула по ливади. Успео је да избегне трибину са публиком, сруши кинооператера, избегне багремар и хангар и сјури се у поток. Том приликом је авион незнатно оштећен, па је смештен у хангар на Бањици. Временом кровна конструкција хангара је попустила и уништила Мерћепов авион.

## Корисници
- Србија